# Crush (cantor)
Shin Hyo-seop (em coreano: 신효섭; nascido em 3 de maio de 1992), mais conhecido pelo seu nome artístico Crush (em coreano: 크러쉬), é um cantor sul-coreano. Ele estreou em 2012 com o single "Red Dress" e lançou um álbum de estúdio: Crush On You de 2014.

## Carreira
Em 7 de dezembro de 2012, Crush fez sua estreia oficial através do single "Red Dress" que contou com a participação de TakeOne. No ano seguinte, ele lançou mais dois singles "Crush On you" e "어디 갈래 (Where Do You Wanna Go)" que contou com as participações de Taewan e Gary.
Mais tarde, em abril de 2014, ele lançou outro single chamado "가끔 (Sometimes)". Crush também colaborou com Gaeko para o single "Hug Me". Em agosto, ele cantou "잠 못드는 밤 (Sleepless Night)" para o OST do drama coreano It's Okay, That's Love da SBS. Em seguida, ele lançou a canção "SOFA", em outubro do mesmo ano.
Em 2015, ele colaborou com Zion.T para o single "그냥 (Just)". A canção foi lançada em 30 de janeiro de 2015, e estreou em número um na parada Digital da Gaon Com a canção, eles venceram o prêmio de "Melhor Colaboração & Unidade" no Mnet Asian Music Awards. Em julho, Crush lançou o single "Oasis" que contou com a participação de Zico do Block B. Ele também realizou seu primeiro concerto Crush On You nos dias 13 e 14 de novembro.
Em janeiro de 2016 foi anunciado que o cantor iria lançar um novo single com Taeyeon do Girls' Generation. A canção intitulada "Don't Forget", foi lançada em 22 de janeiro e venceu o primeiro lugar no programa Show Champion em 27 de janeiro, tornando-se sua primeira vitória em programas de música de sua carreira. No mês de dezembro, ele lançou sua segunda canção para a trilha sonora de um drama, o single intitulado "Beautiful" para Guardian: The Lonely and Great God, atingiu a segunda posição da parada Digital da Gaon.

## Discografia

### Álbum de estúdio
| Título                                                                                   | Detalhes do álbum                                                                                 | Posições nas paradas | Posições nas paradas | Vendas        |
| Título                                                                                   | Detalhes do álbum                                                                                 | COR                  | EUA World            | Vendas        |
| ---------------------------------------------------------------------------------------- | ------------------------------------------------------------------------------------------------- | -------------------- | -------------------- | ------------- |
| Crush on You                                                                             | - Lançamento: 5 de Junho de 2014 - Gravadora: Amoeba Culture - Formatos: CD, download digital     | 6                    | —                    | - COR: 3,697+ |
| From Midnight to Sunrise                                                                 | - Lançamento: 5 de Dezembro, 2019 - Gravadora: P Nation, Dreamus - Formatos: CD, Download Digital | 19                   | _                    | - KOR: 5,404  |
| "—" indica lançamentos que não figuraram nas paradas ou não foram lançados nessa região. |                                                                                                   |                      |                      |               |

### Extended plays(EPs)
| Título                                                                                   | Detalhes do álbum                                                                                 | Posições nas paradas | Posições nas paradas | Vendas        |
| Título                                                                                   | Detalhes do álbum                                                                                 | COR                  | EUA World            | Vendas        |
| ---------------------------------------------------------------------------------------- | ------------------------------------------------------------------------------------------------- | -------------------- | -------------------- | ------------- |
| Interlude                                                                                | - Lançamento: 6 de Maio de 2016 - Gravadora: Amoeba Culture - Formatos: CD, download digital      | 13                   | 14                   | - COR: 2,193+ |
| Wonderlust                                                                               | - Lançamento: 14 de Outubro de 2016 - Gravadora: Amoeba Culture - Formatos: CD, download Digital  | 8                    | —                    | - COR: 2,193+ |
| Wonderlost                                                                               | - Released: July 13, 2018 - Label: Amoeba Culture - Formats: CD, digital download                 | 18                   | 10                   | KOR: 3,440    |
| With Her                                                                                 | - Released: October 20, 2020 - Label: P Nation - Formats: CD, digital download show Track listing | 23                   | —                    | - KOR: 6,607  |
| "—" indica lançamentos que não figuraram nas paradas ou não foram lançados nessa região. |                                                                                                   |                      |                      |               |

### Singles
| Título                                           | Ano  | Pico nas paradas | Vendas            | Album                              |
| Título                                           | Ano  | COR              | Vendas            | Album                              |
| ------------------------------------------------ | ---- | ---------------- | ----------------- | ---------------------------------- |
| "Red Dress" (feat. TakeOne)                      | 2012 | —                | ?                 |                                    |
| ""Crush On You" (feat. Swings)                   | 2013 | —                | ?                 | Single sem album                   |
| "Where Do You Wanna Go (어디 갈래)"Taewan & Gary | 2013 | —                | ?                 | Single sem album                   |
| "Sometimes (가끔)"                               | 2014 | 8                | - KOR: 490,326+   | Crush on You                       |
| "Hug Me" (feat. Gaeko)                           | 2014 | 10               | - KOR: 473,724+   | Crush on You                       |
| "Whatever You Do" (feat. Gray)                   | 2014 | —                | - KOR: 115,952+   | Crush on You                       |
| "Sofa"                                           | 2014 | 26               | - KOR: 338,947+   | Single sem album                   |
| "Just (그냥)" Crush & Zion.T                     | 2015 | 1                | - KOR: 1,566,231+ | Young                              |
| "Oasis" (feat. Zico)                             | 2015 | 5                | - KOR: 1,167,727+ | Oasis                              |
| "Perhaps that (아마도 그건)" (with Loco)         | 2015 | 44               | - KOR: 754,272+   | Two Yoo Project Sugar Man - Part.3 |
| "Don't Forget (잊어버리지마)" (feat. Taeyeon)    | 2016 | 2                | - KOR: 1,504,509+ | Single sem album                   |
| "9 to 5" (feat. Gaeko)                           | 2016 | 59               | - KOR: 97,385+    | Interlude                          |
| "Woo Ah (우아해)"                                | 2016 | 4                | - KOR: 571,012+   | Single sem album                   |
| "Skip" Crush & Han Sang-won                      | 2016 | 21               | - KOR: 91,346+    | Single sem album                   |
| "Fall (어떻게 지내)"                             | 2016 | 2                | - KOR: 745,746+   | Wonderlust                         |
| "Outside" (feat. Beenzino)                       | 2017 | 12               | - KOR: 165,530+   | Outside                            |
| "Be by my side (내 편이 돼줘)"                   | 2017 | 19               | - KOR: 95,596+    | Single sem album                   |
| "Bittersweet (잊을만하면)"                       | 2018 | 3                | —                 | Single sem album                   |
| "Cereal" (feat. Zico)                            | 2018 | 20               | —                 | Wonderlost                         |
| 넌 (none)                                        | 2018 | 22               | —                 | Single sem album                   |
| "Lay Your Head on Me"                            | 2018 | —                | —                 | Single sem album                   |
| "Nappa"                                          | 2019 | 7                | —                 | Single sem album                   |
| "With You"                                       | 2019 | 95               | —                 | From Midnight to Sunrise           |
| "Alone"                                          | 2019 | 87               | —                 | From Midnight to Sunrise           |
| "Mayday" (자나깨나) feat. Joy                    | 2020 | 32               | —                 | Homemade 1                         |
| "Ohio"                                           | 2020 | 41               | —                 | Single sem album                   |
| "Let Me Go" (놓아줘) with Taeyeon                | 2020 | 8                | —                 | With Her                           |

### Como artista convidado
| Ano  | Título                                                                       | Álbum               |
| ---- | ---------------------------------------------------------------------------- | ------------------- |
| 2013 | "Blink (깜빡) Remix" Gray (feat. Crush, ELO, Jinbo)                          | Single digital      |
| 2013 | "Two Melodies (뻔한 멜로디)" Zion.T (feat. Crush)                            | Red Light           |
| 2013 | "Give It To Me" Crush (feat. Jay Park, Simon Dominic)                        | Crush On You        |
| 2013 | "No More (G-Mix)" Dok2 (feat. Crush, Loco)                                   | Ruthless, The Album |
| 2014 | "Shower Later" Gary (feat. Crush)                                            | Mr.Gae              |
| 2014 | "U&I" Toy (feat. Crush, Beenzino)                                            | 7집 Da Capo         |
| 2015 | "Hold Me Tight (감아)" Loco (feat. Crush)                                    | LOCOMOTIVE          |
| 2015 | "Hands Up (손바닥을 보여줘)" Loco (feat. Crush)                              | LOCOMOTIVE          |
| 2015 | "MOMMAE (몸매) (Remix)" Jay Park (feat. Crush, Simon Dominic, Honey Cocaine) | WORLDWIDE           |
| 2015 | "Rainbow" Planet Shiver (feat. Crush)                                        | Rainbow             |
| 2015 | "247" Junggigo (feat. Crush, Zion.T, DEAN)                                   | 247                 |
| 2016 | "what2do" DEAN (feat. Crush, Jeff Bernat)                                    | 130 mood : TRBL     |
| 2016 | "No Sense" Sam Kim (feat. Crush)                                             | I am Sam Kim        |
| 2016 | "Let's play house" HOBBY (feat. Crush)                                       | Hobby               |
| 2016 | "CORONA" PUNCHNELLO (feat. Crush)                                            | Lime                |
| 2016 | "Still" Loco (feat. Crush)                                                   | Still               |
| 2016 | "Sometimes" Geeks (feat. Crush, Giriboy)                                     | Sometimes           |
| 2016 | "Bermuda Triangle" Zico (feat. Dean and Crush)                               | —                   |
| 2017 | "Laputa" DPR Live (feat. Crush)                                              | Coming To You Live  |
| 2017 | "Party (Shut Down)" Sik-K (feat. Crush)                                      | Half EP             |
| 2018 | "White Noise 백색소음" Cavalier (feat. Crush, EZRA)                          | Innate              |
| 2018 | "Your Dog Loves You" Colde (feat. Crush)                                     | Your Dog Loves You  |
| 2020 | "Still" DAWN (feat. Crush)                                                   | Dawndididawn        |

### Trilhas sonoras
| Título                                                                                   | Ano  | Posições nas paradas | Vendas (Digital)  | Álbum                                  |
| Título                                                                                   | Ano  | COR Gaon             | Vendas (Digital)  | Álbum                                  |
| ---------------------------------------------------------------------------------------- | ---- | -------------------- | ----------------- | -------------------------------------- |
| "Sleepless Night" (with Punch)                                                           | 2014 | 4                    | - COR: 630,589    | It's Okay, That's Love OST             |
| "Beautiful"                                                                              | 2016 | 2                    | - KOR: 1,925,926+ | Guardian: The Lonely and Great God OST |
| "—" indica lançamentos que não figuraram nas paradas ou não foram lançados nessa região. |      |                      |                   |                                        |

## Filmografia

### Televisão
| Ano  | Programa        | Rede | Funções   | Notas                                                    |
| ---- | --------------- | ---- | --------- | -------------------------------------------------------- |
| 2016 | Happy Together  | KBS  | Ele mesmo | Episódio 462 com Loco, DinDin, Baek JiYoung, & Lee JiHye |
| 2016 | Running Man     | SBS  | Ele mesmo | Episódio 318                                             |
| 2016 | Hello Counselor | KBS  | Ele mesmo | Episódio 263 com Jung JoonYoung, Yuju & SinB do GFRIEND  |
| 2016 | I Live Alone    | MBC  | Ele mesmo | Episódio 151 e 159                                       |

## Prêmios e indicações
| Ano  | Prêmio                  | Categoria                                 | Trabalho indicado                 | Resultado |
| ---- | ----------------------- | ----------------------------------------- | --------------------------------- | --------- |
| 2015 | Mnet Asian Music Awards | UnionPay Canção do Ano                    | "Just (그냥)" Crush & Zion.T      | Indicado  |
| 2015 | Mnet Asian Music Awards | Melhor Colaboração & Unidade              | "Just (그냥)" Crush & Zion.T      | Venceu    |
| 2016 | Mnet Asian Music Awards | Melhor Artista Masculino                  | N/A                               | Indicado  |
| 2016 | Mnet Asian Music Awards | Melhor Performance Vocal - Solo Masculino | "Don't Forget" Crush feat.Taeyeon | Venceu    |

### Vitórias em programas musicais

#### Show Champion
| Ano  | Data          | Música                         |
| ---- | ------------- | ------------------------------ |
| 2016 | 27 de janeiro | "Don't Forget" (feat. Taeyeon) |